# James Moore (Radsportler)

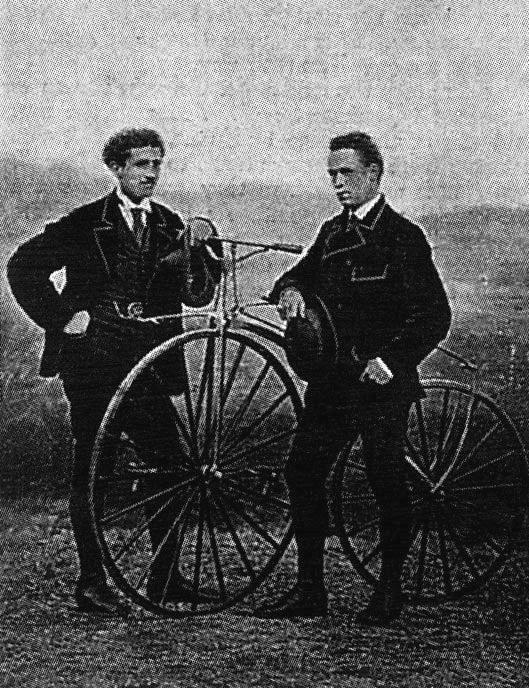
James Moore (rechts) und der zweitplatzierte Jean-Eugène-André Castera bei Paris–Rouen 1869 am 7. November 1869

James Moore (* 14. Januar 1849 in Bury St Edmunds; † 17. Juli 1935 ebenda) war ein britischer Radsportler. Ihm wird fälschlicherweise zugeschrieben, das erste Radrennen der Geschichte gewonnen zu haben. Am Zaun des Parks von Saint-Cloud befindet sich eine Tafel, auf der zu lesen ist, dass Moore Gewinner des ersten „Geschwindkeitsrennens für Velocipede“, gewesen sei. Das ist allerdings unzutreffend, da es am 31. Mai 1868 zwei Rennen gab, und das erste gewann ein Fahrer namens Polocini, der wohl deshalb in Vergessenheit geriet, weil Moore anschließend weitere Erfolge feiern konnte.

## Sportliche Laufbahn
Moore lebte ab 1853 mit seinen Eltern in Frankreich. Er war der erste Radrennfahrer, der durch anhaltenden Erfolg auffiel. Er gewann am 31. Mai 1868 das dritte Radrennen überhaupt im Parc de Saint-Cloud, einem westlichen Vorort von Paris. Während er dieses Rennen noch mit einem Serien-Michaux-Veloziped bestritt, fuhr er später mit einem für seine Zeit hochmodernen Suriray-Veloziped, welches bereits Kugellager, Vollgummireifen auf Metallfelgen und ein 1,15 Meter großes Vorderrad besaß. Das Hinterrad war halb so groß. Dieses Rennen wird auch als das erste Bahnrennen überhaupt bezeichnet, es fand auf einer Erdbahn mit leicht überhöhten Kurven über eine Distanz von 1200 Metern statt. Moore gewann das Rennen mit 20 Metern Vorsprung vor dem Franzosen Drouet.
Am 7. November 1869 gewann Moore das erste Langstreckenrennen der Geschichte, Paris-Rouen über 123 Kilometer. Von über 400 gestarteten Fahrern (die auf Michaulinen, Drei- und Vierrädern am Start erschienen) kamen etwa ein Drittel im Ziel an, 32 Fahrer schafften die Distanz innerhalb von 24 Stunden. Moore benötigte 10:45 Stunden, was einem Stundenmittel von 11,3 km/h entspricht. Am Start waren auch fünf Frauen, u. a. eine Fahrerin, die sich Miss Amerika nannte (sie platzierte sich als 29.). Der erste Fahrer auf einem Dreirad, der Franzose Tissier, kam rund neun Stunden nach dem Sieger Moore ins Ziel.
Im Jahr 1869 organisierten französische Städte mehr als 155 Veloziped-Rennen, bei denen Moore oft dominierte. Erstmals legten Veranstalter Regularien für die Größe des Vorderrades fest, was die wenigen überhaupt vorhandenen Listen über Rennergebnisse relativiert. 1870 gewann er die Internationale Pariser Meisterschaft, sein erstes Rennen mit einem Zugspeichen-Veloziped von Eugène Meyer. 1874 gewann er die von Briten veranstaltete „1. Weltmeisterschaft“ über 1 Meile, die jedoch vom Weltverband nicht anerkannt wurde. Auch sein Weltrekord über 1 Meile hinter Schrittmachern wurde nicht anerkannt. Er ließ sich davon nicht beirren und verbesserte den Rekord noch drei weitere Male bis zu seiner letzten Bestzeit 1877 mit 2 Minuten 55 Sekunden.
Während in England und den USA Hochräder in Mode kamen, entwickelten sich diese in Frankreich erst Ende der 1870er Jahre. Bis dahin dominierte Moore mit seinen Velocipeden als schnellster Rennfahrer Europas. Er verdiente als Radsportler so hohe Summen, dass er nach Ende seiner Radsportkarriere ein Gestüt in der Normandie und einen Pferderennstall in Chantilly erwerben konnte.
James Moore fuhr 1873 in Wolverhampton, England, den ersten überlieferten Stundenweltrekord von 23,331 Kilometer (14,4 oder 14,5 Meilen), noch bevor dieser ab 1888 von der Union Cycliste Internationale (UCI) als Bewerb reglementiert wurde. Er nutzte dafür ein Hochrad der Marke Ariel mit 49 Zoll, also knapp 125 Zentimeter großem Vorderrad und 3,91 Meter Entfaltung.

## Erinnerung
Im März 2019 wurde in James Moores Heimatort Bury St Edmund in Anwesenheit seines Enkels John ein Denkmal zur Erinnerung an ihn enthüllt.